# Buigijzer

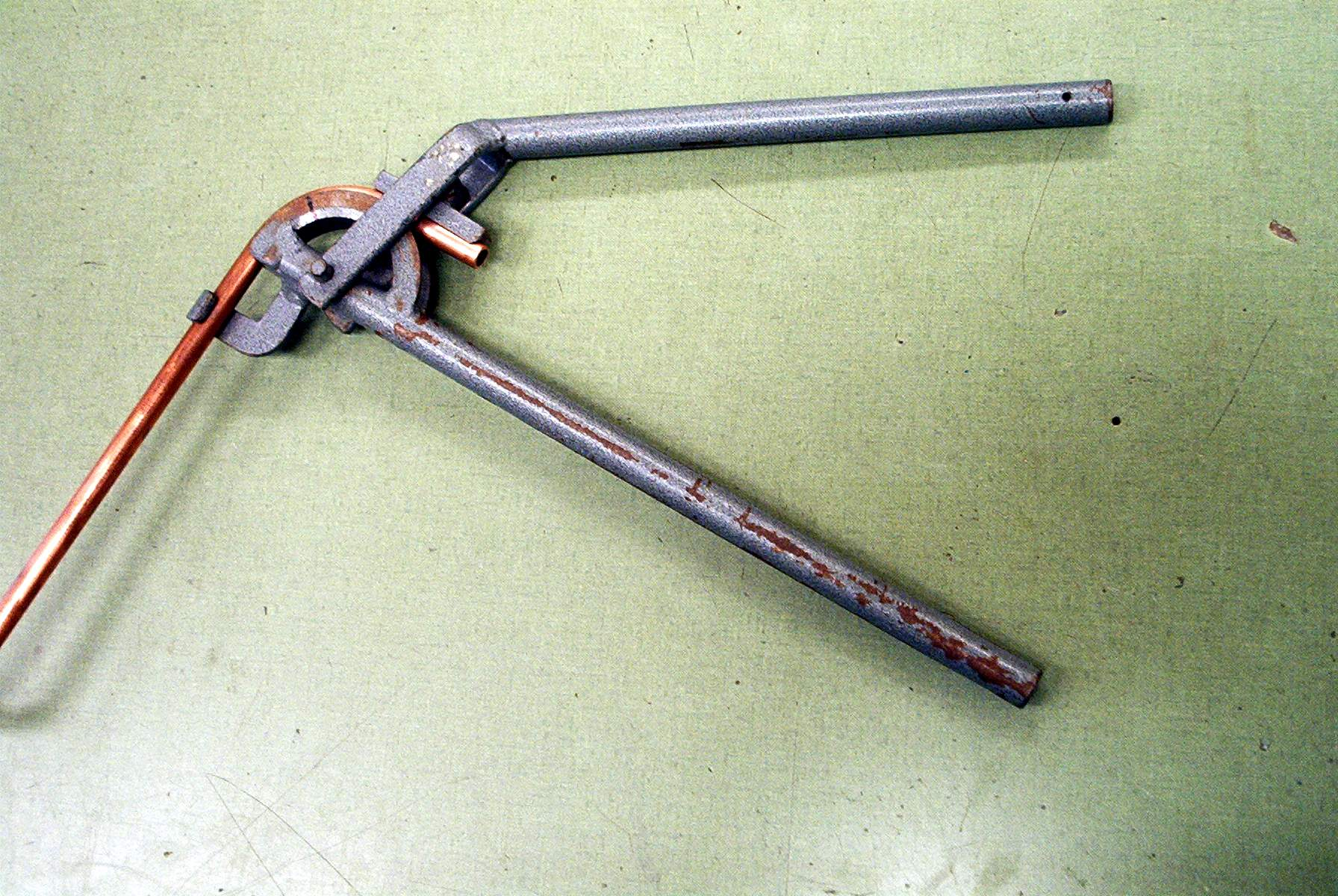
Buigijzer met haaks gebogen bocht in een koperen buis

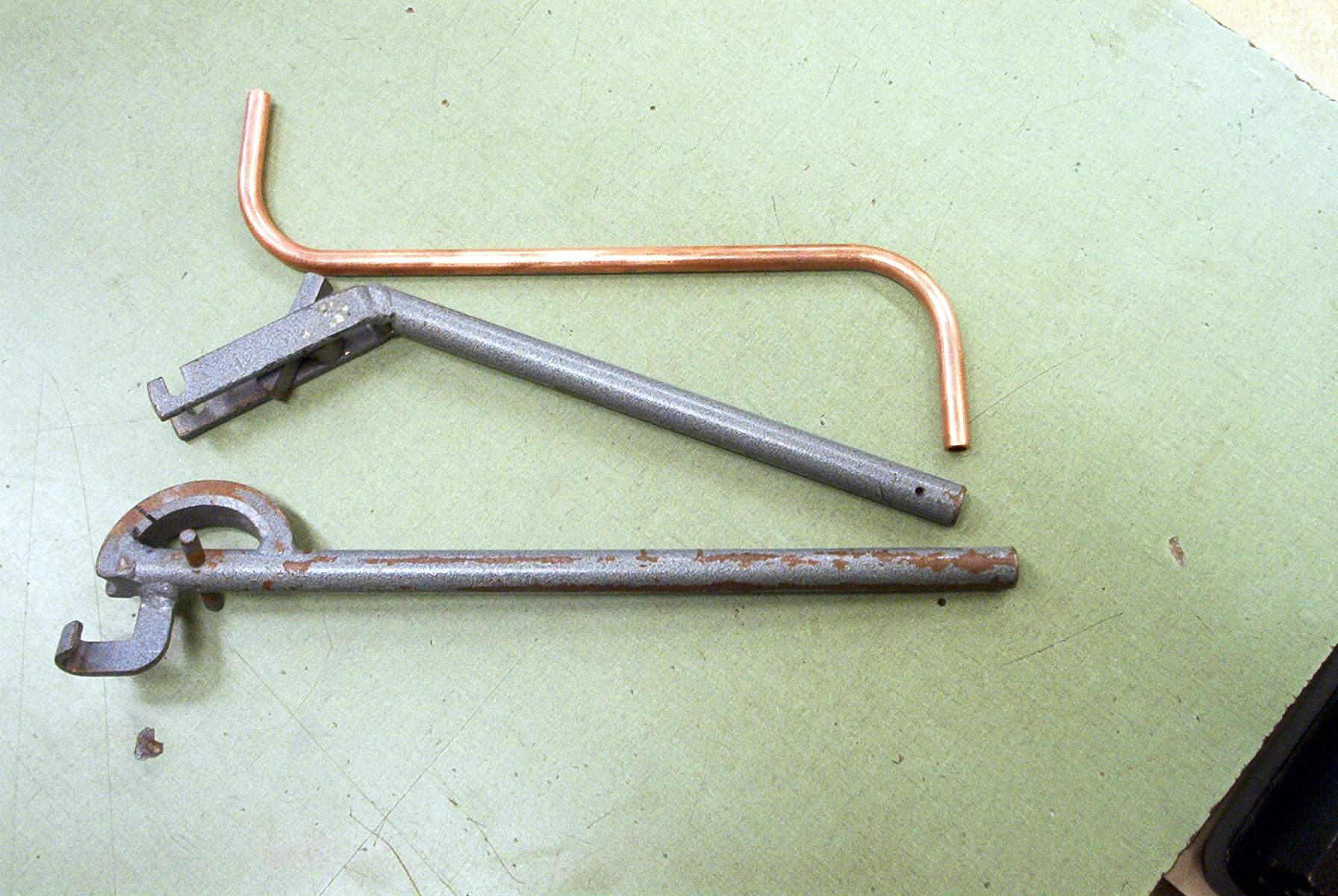
Buigijzer uit elkaar

Een buigijzer is een stuk gereedschap om meestal rond materiaal in een bepaalde vorm te buigen. Afhankelijk van welk type materiaal er wordt gebruikt, is hier warmte voor nodig of kan dit koud gebeuren.
Het buigijzer bestaat uit twee armen, zoals bij een grote knipschaar. Aan één arm heeft het een halfrond uitgefreesd segment waarin de te buigen buis wordt gelegd. De andere arm heeft een scharnierbaar blok met een halfrond uitgefreesd profiel, waarin de buis past. Deze wordt over de te buigen buis getrokken, die in het cirkelsegment is gelegd door beide armen zover naar elkaar toe te trekken tot de gewenste bocht is gevormd. De halfronde uitsparing moet passen bij de diameter van de buis. Deze uitsparing voorkomt dat de buis gaat knikken. Er zijn dus buigijzers voor verschillende diameter buis, bijvoorbeeld 12 mm en 15 mm. Er bestaan ook buigijzers die aan weerszijden een halfrond cirkelsegment hebben en voor twee buisdiameters te gebruiken zijn.
De elektricien gebruikte vroeger een buigijzer om de pijpen (toen nog van staal) voor de draden van de elektrische installatie, in de gewenste vorm te buigen. Nu wordt daarvoor pvc-materiaal gebruikt en volstaat een buigveer om bochten te maken. Deze veer voorkomt knikken van de buis tijdens het buigen.
De loodgieter gebruikt dit gereedschap om waterleidingen en verwarmingsbuizen te voorzien van bochten (waar nodig) en of verzetten. Er zijn ook buigmachines, die zowel kleine als grote diameters pijp kunnen buigen in elke gewenste vorm.